# 제2사관학교
제2사관학교는 광주광역시(육군) 경남 진해시(해군) 대전광역시(공군)에 있었던 대한민국 국군 장교 양성기관이다. 교육기간이 정규사관학교에 비해 짧기 때문에 단기사관학교라고도 불린다. 현재는 폐지되었다.
1968년 1.21사태 이후 박정희 대통령이 대한민국 국군의 초급장교 양성과정을 강화하기 위하여, 육군에 제2사관학교와 제3사관학교 등 2개의 단기사관학교를 각각 광주와 영천에 설립하도록 지시했고 학교 창설을 위해 2사와 3사에서 준비를 했으나 보병학교와 같은 부지에 준비한 2사는 갑종장교 후보생 223기~230기를 교육 중이고 예산 등의 여건이 미비하여 1968년 10월 15일 동시에 개교하였으나 3사는 계획대로 1기생도를 모집하여 1969년 3월 부터 교육을 하여 1970년 1월 17일에 1기생(771명)이 졸업 및 임관하였고 2사는 준비가 늦어져서 1969년 7월 부터 2기생도(3사와 맞추기 위해 1기생이 없음)를 교육하여 5월 29일에 2사 2기생 862명이 졸업 및 임관하였고 다음날인 5월 30일에 3사 2기생 805명이 졸업 및 임관을 하였다. 
이후 2사는 1972년 2월 25일 까지 6기생 181명을 마지막으로 교육 및 졸업/임관시키고 육군보병학교의 고군반 교육과정과 강의실, 훈련장을 공유하는 등으로 교육의 효율성이 떨어지는 현상과 예산의 이중집행을 막기위해 4월 26일부로 육군제2사관학교가 육군제3사관학교에 흡수 통합되며 1년전인 1971년 1월에 입교한 7기생과 7월에 입교한 8기생이 육군제3사관학교로 이동하여 통합교육을 실시하였다. 
해군 제2사관학교는 초급장교의 만성적 부족현상을 해소하고, 우수한 중·단기 복무장교의 확보를 목적으로 1975년 5월 10일 경상남도 진해시에 창설되어 교육연한 2년 동안 항해·기관·상륙 3개 병과를 양성하여 1977년 8월에 1기생 졸업 및 임관을 하였고 1983년 8월 27일 7기생 졸업 및 임관을 마지막으로 교육을 종료했다.
공군 제2사관학교는 정규사관학교 교육을 제외한 조종·정비·관제·통신전자분야의 초급장교 양성을 목적으로 1975년 12월 1일 충청남도 대전시 둔산동, 탄방동에 창설되었다. 교육은 공군의 초급장교로서 기본수양과 실무장교로서 필요한 전문적 업무수행능력을 배양하는데 목표를 두고 실시되었으며, 교육과목은 교양·기초필수·전공 과목으로 나누어 균형있는 교육을 유지하도록 하였다. 1976년 4월 개교 이후 2년간의 교육을 하여 1978년 4월 13일 1기생 졸업 및 임관을 하였고 1984년 4월까지 총 1,026명의 공군 장교를 배출했다. 단시일 내에 소정의 초급장교양성 목적을 달성함으로써 7기생 배출을 끝으로 1984년 4월 30일 폐교되었다. 
이렇듯 육해공 3군이 각기 제2사관학교를 설립했었다. 하지만, 이들 제2사관학교 출신 장교는 정규 4년제 학위과정이 아닌 단기사관학교(2년제) 출신이므로 의무 복무 연한이 달라 전역이 빨라 대부분 전역하였고 일부는 고급 장교로 진급하였다.
육해공 3군의 제2사관학교는 각각 10년도 안되어 대부분 폐지되어 육군제2사관학교는 1972년 4월 26일 육군제3사관학교와 통합 및 폐교되었고 해군제2사관학교는 1983년 8월 30일에 폐교되었으며 공군제2사관학교는 1984년 4월 30일에 폐교되었다. 

## 같이 보기
- 육군사관학교 (대한민국)
- 육군보병학교 (대한민국)
- 육군3사관학교